# Hrada (przystanek kolejowy)
Hrada (biał. Града; ros. Гряда) – przystanek kolejowy w pobliżu miejscowości Zadniaja Hrada, w rejonie osipowickim, w obwodzie mohylewskim, na Białorusi. Położony jest na linii Osipowicze – Baranowicze.